# Ochthornis littoralis
El mosquerito guardarríos (Ochthornis littoralis), también denominado guardarríos arenisco (en Ecuador), pitajo ribereño (en Colombia), atrapamoscas ribereño (en Venezuela) o tirano de agua arenisco (en Perú), es una especie de ave paseriforme de la familia Tyrannidae, la única del género Ochthornis. Es nativo de la cuenca del Amazonas y de parte del escudo guayanés en América del Sur.

## Distribución y hábitat
Se distribuye por la cuenca amazónica del sur de Colombia, sur de Venezuela (Amazonas, Bolívar) y sur de Guyana hasta el este de Ecuador, este del Perú, norte de Bolivia y noroeste y centro norte de Brasil; también en el norte de la Guayana francesa y extremo centro norte de Brasil (noreste de Amapá).
Esta especie es considerada de localmente bastante común a común en su hábitat natural: las riberas de los ríos y arroyos de la Amazonia, a menos de 600 m de altitud.

## Descripción
El mosquerito guardarríos mide alrededor de 13,5 cm de longitud. Tiene el pico negro. Su plumaje es color pardo arenoso pálido, más pálido en la rabadilla y por abajo, con el píleo, alas y cola marrón oscuro. Presenta una lista superciliar blanca.

## Comportamiento
Esta ave es invariablemente encontrada cerca de agua y prefiere áreas donde la fuerte correnteza ha desmoronado la ribera, exponiendo raíces, donde acostumbra posar. También ocurre en islas fluviales, donde prefiere pilas acumuladas de restos de palos y ramas. Es visto a menudo en pares, que posan cerca del agua, frecuentemente volando repetidamente al ras de botes que pasan. Se trata de una de las especies más "confiadas" de toda la Amazonia. De hábitos solitarios, vuela cortas distancias cuando se asusta o cuando es sorprendido encaramado en el ramaje de la vegetación marginal ribereña.

### Alimentación
Se alimenta de insectos y diversas presas de hábitos acuáticos o semiacuáticos que captura justo cuando salen del agua o también en la playa.

### Reproducción
Construye un nido en forma de cuenco a unos 3 m de altura sobre la ribera. La hembra pone tres o cuatro huevos.

### Vocalización
Es bastante callado, pero sabe dar un ocasional y suave «frii». La postura de aves exhibiéndose es con las alas extendidas mientras emite un «uiit-uiididi, uiit-uiididi» rápido y excitado, repetido varias veces.

## Sistemática

### Descripción original
La especie O. littoralis fue descrita por primera vez por el ornitólogo austríaco August von Pelzeln en 1868 bajo el nombre científico Elainea littoralis; la localidad tipo es «Borba, Río Madeira, Brasil.».
El género Ochthornis fue propuesto por el ornitólogo británico Philip Lutley Sclater en 1888.

### Etimología
El nombre genérico masculino «Ochthornis» se compone de las palabras del griego «okhthos» que significa ‘orilla’, ‘ribera’, y «ornis, ornithos» que significa ‘ave’; y el nombre de la especie «littoralis», proviene del latín «litoralis» que significa ‘de la costa’, ‘de la ribera’.

### Taxonomía
Este género monotípico fue integrado a Ochthoeca por algunos autores, pero las evidencias morfológicas y anatómicas y las diferencias comportamentales y de hábitat soportan la categoría de género separado.
Los amplios estudios genético-moleculares realizados por Tello et al. (2009) descubrieron una cantidad de relaciones novedosas dentro de la familia Tyrannidae que todavía no están reflejadas en la mayoría de las clasificaciones. Siguiendo estos estudios, Ohlson et al. (2013) propusieron dividir Tyrannidae en cinco familias. Según el ordenamiento propuesto, Ochthornis permanece en Tyrannidae, en una subfamilia Fluvicolinae Swainson, 1832-33, en una tribu Contopini Fitzpatrick, 2004 junto a Lathrotriccus, Cnemotriccus, Aphanotriccus, Mitrephanes, Sayornis, Empidonax, Contopus y, provisoriamente, Xenotriccus.